# James Scott (pugile)
James Onque Scott Jr. (Newark, 14 marzo 1947 – 8 maggio 2018) è stato un pugile statunitense, noto per essere divenuto contendente al titolo mondiale WBA dei pesi mediomassimi mentre era incarcerato alla Rahway State Prison di Avenel.

## Biografia
Nato in una povera famiglia nella città di Newark, situata nello Stato del New Jersey, ebbe un'adolescenza molto movimentata e all'insegna della criminalità. Dimostratosi poco avvezzo allo studio, fu presto mandato in un riformatorio per via della dispersione scolastica. Scoprì la passione per il pugilato frequentando la palestra della Quinta Strada di Miami Beach e dimostrando subito il proprio potenziale, ma i suoi piani furono interrotti dopo l'arresto per rapina a mano armata all'età di 21 anni. Rinchiuso nella prigione di stato di Trenton, ricominciò a praticare boxe: tra i suoi colleghi di sparring dell'epoca vi furono altri giovani pugili di prospettiva come Rubin Carter.
Scott fu rilasciato sulla parola nel 1974 ma venne nuovamente incarcerato l'anno seguente per un'altra rapina, con una condanna di 30 anni e un'accusa di omicidio. Venne quindi scarcerato nel 2005 dopo aver scontato la propria condanna e poi incluso nella New Jersey Boxing Hall of Fame nel 2012. 
Ammalatosi di demenza, nell'ultima parte della sua vita si rilocò presso una residenza sanitaria assistenziale di New Jersey. Morì l'8 maggio 2018 all'età di 71 anni.

## Carriera professionale

### L'ascesa nel ranking
Scott iniziò la propria carriera professionale dopo il suo rilascio nel 1974. Rilocatosi a Miami Beach, nel giro di un anno vinse 10 dei suoi primi 11 incontri prima di essere nuovamente condannato per rapina. A ciò si aggiungesero le accuse di omicidio nei confronti di un civile di nome Everett Russ. Fece quindi il suo ritorno a New Jersey, dove ricominciò a combattere a partire dal 1978.
Da lì sino al termine della sua carriera, tutti gli incontri professionali di Scott si svolsero presso la prigione statale di Rahway. Il 12 ottobre 1978 salì sul ring contro Eddie "The Flame" Gregory – il contendente nº1 dei pesi mediomassimi secondo la WBA – sconfiggendolo per decisione unanime di fronte a 450 altri carcerati. Tale successo segnò l'inizio dell'ascesa per Scott, che nel giro di 14 mesi si sarebbe aggiudicato altre cinque vittorie, tra cui quella contro l'italiano Enio Cometti e il messicano Yaqui Lopez.
Quattro dei match di Scott furono trasmessi in diretta televisiva da NBC Sports, due da CBS Sports e uno dalla HBO. La ABC Sports decise invece di non seguire le sfide del pugile per via delle sue vicende giudiziarie.

### Perdita del rank e ritiro
Grazie alla vittoria contro Lopez, il pugile di Newark conquistò la posizione numero 2 del ranking mondiale. Con il rischio che la cintura potesse finire nelle mani di un "carcerato", la WBA decise tuttavia di escluderlo dal proprio ranking nell'ottobre del 1979. La federazione motivò la propria decisione definendo Scott come un "cattivo esempio" per lo sport e affermando che i suoi avversari erano svantaggiati poiché dovevano recarsi in prigione per disputare gli incontri. La rivista Sports Illustrated criticò questa scelta improvvisa, in quanto la WBA stessa aveva deciso di includerlo nel ranking l'anno precedente pur trattandosi di un pugile recluso.
A seguito dell'esclusione dai ranking WBA, Scott annunciò con delusione il proprio ritiro, salvo poi dichiarare che avrebbe rispettato gli accordi stipulati da professionista.
Il 25 maggio 1980 subì a sorpresa la prima sconfitta in carriera quando fu battuto ai punti dal poco quotato Jerry "Bull" Martin. Nel gennaio 1981 venne dichiarato colpevole per la morte di Everett Russ e due mesi dopo fu condannato all'ergastolo. L'esito del match contro Martin e la successiva condanna per omicidio segnarono l'inizio del declino sportivo per Scott, che da lì in poi vide sfumare definitivamente l'opportunità di vincere un titolo mondiale nei massimileggeri.
L'ultimo incontro da professionista di Scott si tenne il 5 settembre 1981, quando perse per decisione unanime contro Dwight Braxton, più tardi noto con il nome di Dwight Muhammad Qawi. Quest'ultimo fu anch'egli detenuto presso la prigione di stato di Rahway.
Concluse la sua carriera professionale con un record di diciannove vittorie, due sconfitte e un pareggio.